# Brixia Model 35
Brixia Model 35 je talijanski laki minobacač kalibra 45 mm koji je korišten tijekom 2. svjetskog rata. Odlikuju ga mala težina i veličina te rapidna paljba.

## Opis
Brixia je laki minobacač kalibra 45 mm a dizajniran je kako bi ga koristio dvočlani tim vojnika. Dobro obučeni tim može imati prosjek paljbe od 18 granata u minuti iako je operativni prosjek manji kako zbog intenzivnog korištenja ne bi došlo do oštećivanja cijevi minobacača.
Sam minobacač je tehnički bio kompliciran što je uzrokovalo velike troškove proizvodnje ali je u rukama iskusnih vojnika bio superioran u odnosu na druge minobacače korištene u 2. svjetskom ratu. Također, Brixia je omogućavala preciznu i intenzivnu paljbu.
Minobacač je korišten na svim bojištima na kojima je sudjelovala vojska Kraljevine Italije: sjevernoj i istočnoj Africi, Balkanu te na jugu Rusije. Pri završetku rata, Brixia je korištena i u samoj domovini protiv savezničkih trupa i talijanskih partizana.

## Vanjske poveznice
- ITALIAN 45-MM MORTAR
- A history of military equipment of Modern Greece (1821 - today): Brixia 45mm mortar (1940. – 1941.)